# 1983 في بلجيكا
فيما يلي قوائم الأحداث التي وقعت خلال عام 1983 في بلجيكا.

## رياضة
- 22 مايو – جائزة بلجيكا الكبرى 1983 الفائز ألن بروست.

## برامج ومسلسلات وأنمي
- السنافر

## مواليد

### يناير
- 14 يناير – ماكسيم مونفورت درّاج طريق بلجيكي.
- 25 يناير – أستريد برايان
- 26 يناير – كيني بيلاي درّاج طريق بلجيكي.

### فبراير
- 1 فبراير – يورغن فان دن برويك درّاج طريق بلجيكي.

### مايو
- 12 مايو – أكسيل هيرفيلي لاعب كرة سلة بلجيكي.
- 30 مايو – كون دي جي بلجيكي.

### يونيو
- 8 يونيو – كيم كلايسترز لاعبة كرة مضرب بلجيكية.

### أكتوبر
- 5 أكتوبر – كزافييه تشن لاعب كرة قدم.

### نوفمبر
- 21 نوفمبر – سيرج باولس درّاج طريق بلجيكي.

## وفيات

### يناير
- 1 يناير – جيرارد ديلبيكي (مواليد 1898) لاعب كرة قدم بلجيكي.

### فبراير
- 22 فبراير – رومان مايس (مواليد 1912) درّاج طريق بلجيكي.

### مارس
- 3 مارس – هيرجيه (مواليد 1907)

### مايو
- 16 مايو – إدوارد زيكيندورف (مواليد 1901) رياضياتي بلجيكي.
- 22 مايو – ألبير كلود (مواليد 1898)

### يونيو
- 1 يونيو – الأمير تشارلز، كونت فلاندرز (مواليد 1903) رسام بلجيكي.

### سبتمبر
- 25 سبتمبر – ليوبولد الثالث ملك بلجيكا (مواليد 1901)

### أكتوبر
- 28 أكتوبر – أراجيح بول (مواليد 1906)